# Itaunja
Itaunja è una suddivisione dell'India, classificata come nagar panchayat, di 6.249 abitanti, situata nel distretto di Lucknow, nello stato federato dell'Uttar Pradesh. In base al numero di abitanti la città rientra nella classe V (da 5.000 a 9.999 persone).

## Geografia fisica
La città è situata a 27° 4' 60 N e 80° 55' 0 E e ha un'altitudine di 123 m s.l.m..

## Società

### Evoluzione demografica
Al censimento del 2001 la popolazione di Itaunja assommava a 6.249 persone, delle quali 3.354 maschi e 2.895 femmine. I bambini di età inferiore o uguale ai sei anni assommavano a 935, dei quali 535 maschi e 400 femmine. Infine, coloro che erano in grado di saper almeno leggere e scrivere erano 3.787, dei quali 2.212 maschi e 1.575 femmine.